# Râul Budieru
Râul Budieru este un curs de apă, afluent al Canalului Morilor din județul Arad. 

## Hărți
- Harta județului Arad
- Harta munții Apuseni